# Amphoe

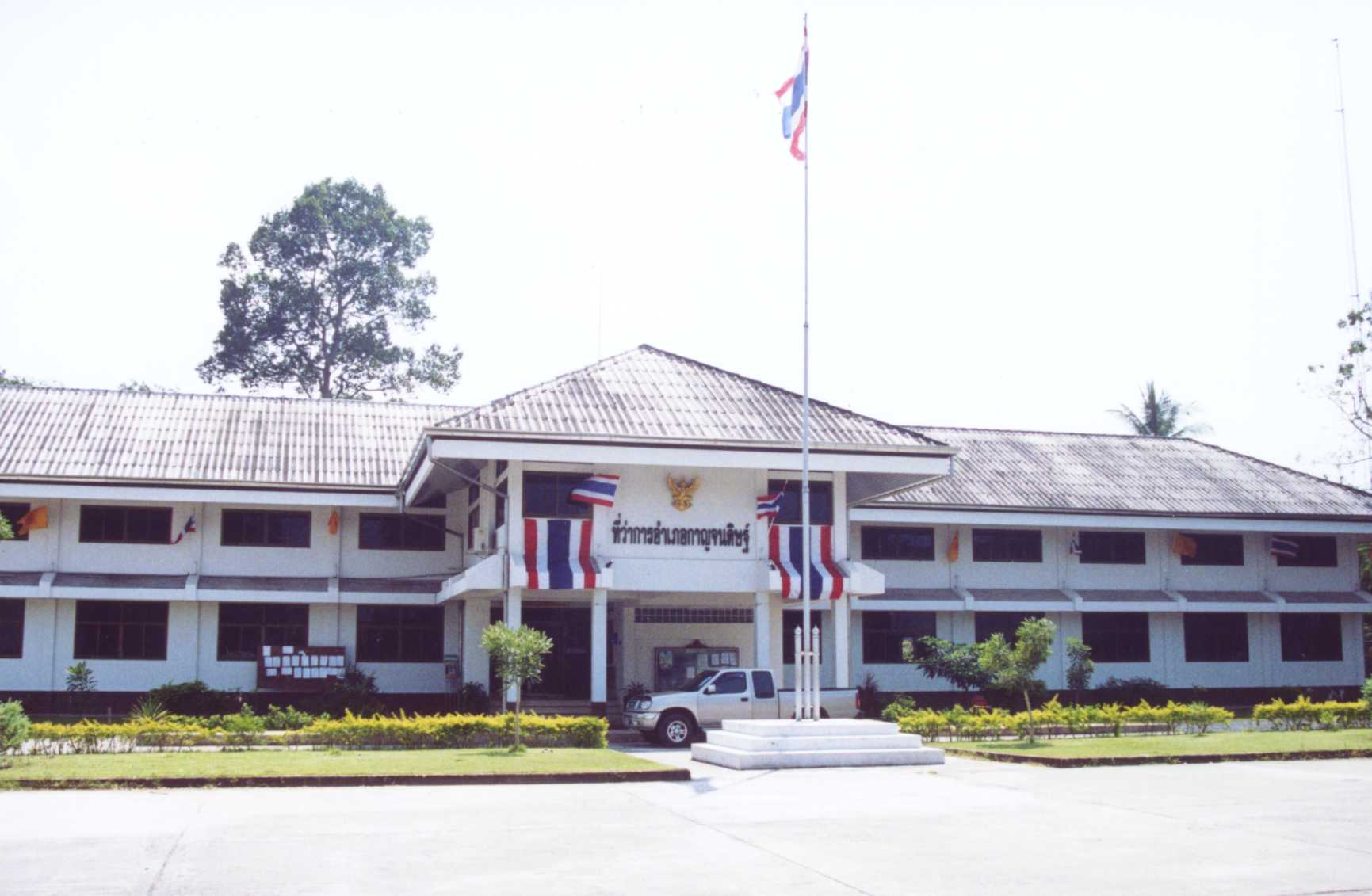
Oficiul districtului Amphoe Kanchanadit, Surat Thani

Amphoe (uneori scris și amphur, în thailandeză อำเภอ) este diviziunea administrativă de nivelul doi din Thailanda. De obicei tradus ca district, amphoe este parte componentă a provinciei (changwat), și este analog județului. Amphoe este divizat în unități teritoriale numite tambon (comune).
În total Thailanda are 878 de districte, plus 50 de districte ale Bangkokului, care sunt numite khet (เขต) după reforma administrativă a Bangkokului din 1972. Numărul de amphoe într-o provincie diferă, de la doar 3 amphoe în cele mai mici provincii, până la 50 de districte urbane în Bangkok. De asemenea mărimea și numărul populației printre amphoe diferă considerabil, cel mai mic număr al populației fiind în Ko Kut (Provincia Trat) cu doar 2.042 de locuitori, în timp ce Mueang Samut Prakan (Provincia Samut Prakan) are 509.262 de locuitori. Districtele Bangkokului (khet) au cele mai mici suprafețe – Khet Samphanthawong este cel mai mic district, de doar 1,4 km² – în timp ce districtele (amphoe) montane slab populate sunt mai mari chiar și decât unele provincii – Umphang (Provincia Tak) de 4.325,4 km² este cel mai mare și cel mai slab populat amphoe.
Denumirile districtelor sunt unice, totuși în unele cazuri denumirea thailandeză are aceeași formă în română (inclusiv în engleză, franceză și alte limbi)) din cauza deficiențelor din sistemul de romanizare. Unica excepție, este numele Districtul Chaloem Phra Kiat, cu care a fost botezat 5 districte create în 1996 pentru a sărbători cea de-a 50-a aniversare a accederii la tron a Regelui Bhumibol Adulyadej. Chaloem Phra Kiat (เฉลิมพระเกียรติ) în thailandeză înseamnă ”în onoarea unui membru al familiei regale”.

## Administrația locală
Fiecare district este condus de un ofițer-șef al districtului (Nai Amphoe, นายอำเภอ), care este numit de către Ministrul de Interne al Thailandei. Ofițerul se subordonează guvernatorului provincial.

## Amphoe Mueang
Districtul în care se află biroul de administrare a provinciei este numit Amphoe Mueang.

## King Amphoe
Districtele minore (King Amphoe, กิ่งอำเภอ — "กิ่ง") sunt formate atunci când centrul administrativ al districtului este prea îndepărtat de anumite zone, creând incomodități populației. Majoritatea sarcinilor districtului sunt transferate la King Amphoe, dar totuși el este încă parțial subordonat către Amphoe în care fost creat. După ce King Amphoe îndeplinește cerințele necesare pentru a deveni un Amphoe, aceasta este de obicei promovat. Cu toate acestea, nu toate noile create Amphoe au început ca un King Amphoe: în cazul în care cerințele sunt îndeplinite în mod direct, această etapă este omisă. În timp ce, de obicei, un district minor este promovat după câțiva ani, în unele cazuri, au rămas ca districte minore și pentru zeci de ani. De exemplu Ko Yao a fost district minor timp de 85 de ani până a fost promovat în 1988. Uneori un district a fost retrogradat în district minor, cum a fost cazul lui Thung Wa care și-a pierdut o parte din populație în favoarea districtului minor învecinat La-ngu, care a fost promovat, iar Thung Wa - retrogradat.
Cerințele necesare pentru statut de Amphoe este ca numărul populației să fie de peste 30.000 de persoane și să conțină cel puțin 5 tambon, sau dacă zona este mai departe de 25 km de oficiul districtului, populația trebuie să fie de peste 15.000 de locuitori și să includă 4 tambon.
Pe 15 mai 2007, guvernul Thailandei a decis să promoveze ca district toate cele 81 de districte minore rămase, pentru a facilita administrarea lor. Odată cu publicarea hotărârii în Gazeta Regală pe 24 august, promovarea a devenit oficială.

## Listă de districte
| Poziție | Nume                     | Populație (recensământul din 2000) | Nume                 | Suprafață (km²) | Nume                 | Densitate Loc./km² |
| ------- | ------------------------ | ---------------------------------- | -------------------- | --------------- | -------------------- | ------------------ |
| 1.      | Mueang Samut Prakan      | 435,122                            | Umphang              | 4325.4          | Pom Prap Sattru Phai | 45,187.9           |
| 2.      | Mueang Nakhon Ratchasima | 430,053                            | Thong Pha Phum       | 3655.2          | Samphanthawong       | 30,182.1           |
| 3.      | Mueang Udon Thani        | 379,851                            | Ban Rai              | 3621.5          | Thon Buri            | 24,494.5           |
| 4.      | Mueang Khon Kaen         | 359,065                            | Mae Chaem            | 3361.2          | Din Daeng            | 22,180.8           |
| 5.      | Mueang Nonthaburi        | 332,388                            | Sangkhla Buri        | 3349.4          | Khlong San           | 20,844.6           |
| ...     |                          |                                    |                      |                 |                      |                    |
| 922.    | Chaloem Phra Kiat        | 7,517                              | Khlong San           | 6.1             | Nong Ya Plong        | 10.0               |
| 923.    | Don Phut                 | 6,957                              | Phra Nakhon          | 5.5             | Kaeng Krachan        | 9.8                |
| 924.    | Ko Sichang               | 4,417                              | Bang Rak             | 5.5             | Sangkhla Buri        | 8.7                |
| 925.    | Ko Chang                 | 4,399                              | Pom Prap Sattru Phai | 1.9             | Si Sawat             | 6.1                |
| 926.    | Ko Kut                   | 2,042                              | Samphanthawong       | 1.4             | Umphang              | 5.1                |